# Barría
Barría (en euskera y oficialmente Barria) es una localidad del concejo de Narvaja, que está situado en el municipio de San Millán, en la provincia de Álava, País Vasco (España).

## Despoblado
Forma parte de la localidad una fracción del despoblado de:
- Lacha.[1]

## Historia
Hacia mediados del siglo XIX, el lugar, ya por entonces perteneciente a San Millán, tenía contabilizada una población de veinticinco habitantes. Aparece descrito en el cuarto volumen del Diccionario geográfico-estadístico-histórico de España y sus posesiones de Ultramar de Pascual Madoz con las siguientes palabras:

BARRIA: l. en la prov. de Alava, part. jud. de Salvatierra, ayunt. de San Millan (V.); pobl.: 5 vec. 25 alm. El señorio de este pueblo correspondió al monast. citerciense de Sta. Maria de Barría. (V.)
(Madoz, 1846, p. 48)

## Demografía
En 2023, el núcleo de población tenía empadronados cuatro habitantes.
| Gráfica de evolución demográfica de Barría entre 2000 y 2017 |
|                                                              |
| Población de derecho según los censos de población del INE.  |

## Patrimonio
Hay en el lugar un monasterio de Santa María.